# Condado de Hickman (Tennessee)
El condado de Hickman (en inglés: Hickman County, Tennessee), fundado en 1807, es uno de los 95 condados del estado estadounidense de Tennessee. En el año 2000 tenía una población de 22.295 habitantes con una densidad poblacional de 14 personas por km². La sede del condado es Centerville.

## Geografía
Según la Oficina del Censo, el condado tiene un área total de 1587 km² (612,7 mi²), de la cual 1586 km² (612,4 mi²) es tierra y 0 km² (0 mi²) es agua.

### Condados adyacentes
- Condado de Dickson norte
- Condado de Williamson este
- Condado de Maury sureste
- Condado de Lewis sur
- Condado de Perry oeste
- Condado de Humphreys noroeste

## Demografía
En el 2000 la renta per cápita promedia del condado era de $31,013, y el ingreso promedio para una familia era de $36,342. El ingreso per cápita para el condado era de $14,446. En 2000 los hombres tenían un ingreso per cápita de $29,411 contra $21,185 para las mujeres. Alrededor del 14.30% de la población estaba bajo el umbral de pobreza nacional.

## Lugares

### Ciudades y pueblos
- Aetna
- Bon Aqua
- Bucksnort
- Coble
- Grinder's Switch
- Lyles
- Nunnelly
- Only
- Pleasantville
- Primm Springs